# Gonville Bromhead
Gonville Bromhead, född 29 augusti 1845, död 9 februari 1892, var en brittisk major som tilldelades Viktoriakorset för sin roll i slaget vid Rorke's Drift 1879.
Bromhead var helt döv vilket hade hindrat hans möjligheter till befordran. Eftersom Bromhead erhöll sin befordran till löjtnant tre år senare (1871) än John Chard blev han fråntagen befälet av Rorke's Drift till denne. Detta var på order från major Spalding som dagar innan slaget fastställt denna order. Det beror alltså inte på Bromheads dåliga hörsel som många tidigare trott. Gonville Bromhead var ett omtyckt befäl hos 24:e infanteriregementet och hade även förtjänat sig ett smeknamn som "Gunny". Bromhead härstammade från en släkt av högt uppsatta militärer. Hans farfar slogs till exempel vid slaget vid Waterloo 1815. Direkt efter slaget vid Rorke's Drift befordrades han till kapten och sedan major.
Bromhead dog 1892 i tyfoidfeber i Camp Dabhaura, Allahabad i Brittiska Indien där han även begravdes i en militärkyrkogård. Kyrkan i Thurlby, Lincolnshire i England har tillägnat honom ett färgat glasfönster och hans farfar som stred i slaget vid Waterloo ligger även begravd där. Bromheads Viktoriakors finns att beskåda i South Wales Borderers Museum i Wales.